# Prairies d'altitude des Alpes australiennes
Localisation
Les prairies d'altitude des Alpes australiennes forment une écorégion définie par le fonds mondial pour la Nature (WWF) qui couvre une zone de plus de 12 000 km2 à cheval sur le Territoire de la capitale australienne, le Victoria et la Nouvelle-Galles du Sud. Elle appartient à l'écozone australasienne et au biome des prairies et terres arbustives de montagne.